# Gadoni
Gadoni település Olaszországban, Szardínia régióban, Nuoro megyében. Lakosainak száma 676 fő (2023. január 1.). Gadoni Aritzo, Seulo, Laconi és Villanova Tulo községekkel határos.

## Népesség
A település lakossága az elmúlt években az alábbi módon változott:
| Lakosok száma | 795  | 781  | 676  |
|               | 2017 | 2018 | 2023 |